# Yukiko Tamaki
Yuuki Tamaki (环有希?) (Anteriormente Yukiko Tamaki, 10 de febrero de 1980) es una seiyū que nació en Chiba, Japón. Ella es parte de la oficina de ToriTori.

## Roles interpretados
- Beet the Vandel Buster como Zeke.
- Coyote Ragtime Show como May.
- Digimon Tamers como Hirokazu Shiota.
- Hunter X Hunter como Pockle.
- Konjiki no Gash Bell!! como Nicholas.
- Super GALS como Clerk (ep 26); Instructor (eps 7-8); Tan Face Red
- Transformers: Cybertron como Coby.
- Transformers: Robots in Disguise como Build Boy.
- Demashita! Powerpuff Girls Z como Butch.